# Взаимодействащи галактики
Взаимодействащи галактики (сблъскващи се галактики) са галактики, чиито гравитационни полета предизвикват взаимно смущение между галактиките. Пример за незначително взаимодействие е влиянието на галактика спътник върху спиралните ръкави на главната галактика. Примери за забележително взаимодействие е галактически сблъсък, който може да доведе до сливане на галактики.

## Взаимодействие със спътници
Често срещано явление е голяма галактика да взаимодейства със своите галактики-спътници. Гравитацията на спътника може да привлече един от спиралните ръкави на главната галактика. Друга възможност е пътят на вторичния спътник да съвпадне с позицията на основния, предизвиквайки влизане в главната галактика (пример за последното е спиралната галактика-джудже от Стрелец в Млечния Път). Това понякога предизвиква малки количества звездообразуване. Подобни осиротели струпвания са били наричани „сини петна“, преди да бъдат признати за звезди.

## Сблъсък на галактики
Сблъсъкът на галактики е често срещано явление по време на гравитационната еволюция. Поради ниската концентрация на материя в галактиките, сблъсъците се осъществяват под формата на гравитационни взаимодействия.
Когато две галактики без достатъчно импулс се сблъскат, това може да доведе до сливане, тъй като инерцията и на двете не е достатъчна, за да продължат движението си след сблъсъка. В този случай, под въздействие на гравитацията, те започват да се връщат една към друга, докато не се слеят напълно. Ако една от галактиките е значително по-голяма, то тя няма да претърпи видима промяна след сливането. Докато тя ще изглежда по същия начин, по-малката галактика ще бъде разкъсана и ще стане част от нея. За разлика от сливането, при преминаване една през друга, двете галактики запазват материята и формата си след сблъсъка.
Днес учените често създават симулации на галактически сблъсъци чрез компютри, които използват реалистични физични принципи, включително моделиране на гравитационни сили, явления с разсейване на газ, звездообразуване и обратна връзка. Динамичното триене забавя относителното движение на двойките галактики, които могат да се слеят в даден момент, в зависимост от първоначалната относителна енергия на орбитите им.
Библиотека със симулирани сблъсъци на галактики може да бъде намерена на уебсайта на Парижката обсерватория: GALMER

## Галерия
- Близък контакт IRAS 06076 – 2139.
- Взаимодействащи галактики NGC 4302 и NGC 4298, разположени на 55 милиона светлинни години от нас.
- Галактиката NGC 6052, сливаща се в единна структура.
- Двойка галактики Zw I 136.
- ESO 576 – 69 се смята за ядро на предишна спирална галактика.
- Галактиката Водовъртеж със своя спътник NGC 5195.
- Двойката галактики NGC 4676.
- Симулация на сблъсък между две спирални галактики, криещи масивни черни дупки.
- NGC 3447 представлява няколко взаимодействащи галактики.
- Спиралната галактика NGC 1512 в продължителен процес на сливане с елиптичната галактика-джудже NGC 1510.

## Галактически канибализъм
Галактически канибализъм означава процес, при който голяма галактика, чрез приливно гравитационно взаимодействие с друга, се слива с нея, което води до появата на по-големи, често неправилни галактики.
Най-често срещаният продукт на гравитационното сливане на две или повече галактики е неправилна галактика, но в определени случаи могат да възникнат и елипсовидни галактики.
Предполага се, че се наблюдава галактически канибализъм между Млечния Път и Малките Магеланови Облаци. Като доказателство за тази теория се приемат потоците от водород, които прехвърчат от тези галактики-джуджета към нашата.

## Галактически тормоз
Галактическият тормоз е вид взаимодействие между галактики с ниска светимост и такива с висока, което се наблюдава в наситени галактически струпвания. Пример за последните са Дева и Кома, в които галактиките се движат с висока относителна скорост и претърпяват чести сблъсъци с други системи от струпването поради високата плътност на клъстъра.
Според компютърни симулации, взаимодействията преобразуват дисковете на галактиките в неправилни спирални галактики, и предизвикват звездни избухвания, които, в случай че се случат и други сблъсъци, водят до загубата на момента на импулса и нагряване на газовете.
Резултатът е трансформацията на спирални галактики с ниска светимост в сферични и елиптични галактики-джуджета.
Изучаването на ранни галактики-джуджета в клъстъра Дева и откриването на дискови и спирални структури, които предполагат въздействието на гореспоменатите фактори за трансформирането им от дисковидни системи, служи за доказателство на хипотезата. Въпреки това, съществуването на подобни структури в изолирани ранни галактики-джуджета, като LEDA 2108986, подкопава тази хипотеза.

## Забележителни взаимодействащи галактики
| Име                                    | Тип                   | Разстояние (млн. св. г.) | Видима звездна величина                       | Бележки                                                         |
| -------------------------------------- | --------------------- | ------------------------ | --------------------------------------------- | --------------------------------------------------------------- |
| Млечен Път, ГМО и ММО                  | SBc/SB(s)m/SB(s)m pec | 0                        | Спътници, които взаимодействат с основната им |                                                                 |
| Галактиката Водовъртеж (М51)           | SAc (SB0-a)           | 37                       | +8.4                                          | Сателитна взаимодействие с първични                             |
| NGC 1097                               | SB(s)bc (E6)          | 45                       | +9.5                                          | Сателитна взаимодействие с първични                             |
| NGC 2207 и IC 2163                     | SAc/SAbc              | 114                      | +11                                           | галактики, минавайки през първата фаза, в галактическия сблъсък |
| Галактики Мишки(NGC 4676A и NGC 4676B) | S0/SB(s)ab            | 300                      | +13.5                                         | галактики, минава през втора фаза на галактическия сблъсък      |
| Галактики Антени (NGC 4038/9)          | SAc/SBm               | 45                       | +10.3                                         | галактики преминава през третия етап в галактически сблъсък     |
| NGC 520                                | S                     | 100                      | +11.3                                         | галактики преминава през третия етап в галактически сблъсък     |
| NGC 2936                               | ?                     | +12.9                    | ?                                             |                                                                 |

## Бъдещето на Млечния път и Андромеда
Според изчисления на астрономи, Млечният Път ще се сблъска с галактиката Андромеда след около 4,5 милиарда години. Смята се, че двете спирални галактики ще се слеят, за да сформират елиптична галактика или голяма дисковидна галактика